# Distretto di Abou El Hassan
Il distretto di Abou El Hassan è un distretto della provincia di Chlef, in Algeria, con capoluogo Abou El Hassan.

## Comuni
Il Distretto di Abou El Hassan comprende 3 comuni:
- Abou El Hassan
- Talassa
- Tadjena